# Андрейко, Илья Степанович
Андрейко Илья Степанович — Герой Советского Союза, присвоено 23 октября 1943 года.

## Биография
Родился в 1918 году в с. Гавриловка Пономаревского района Оренбургской области. Окончил школу ФЗУ г. Магнитогорска (после Профессиональное училище №97). Работал слесарем-ремонтником кислородного цеха ММК. Учился на вечернем отделении индустриального техникума.
В 1942 году призван в Красную Армию. На передовой с августа 1942 года. Воевал на Сталинградском и Воронежском фронтах. Гвардии старший лейтенант, командир стрелковой роты 198-го гвардейского стрелкового полка 68-й гвардейской стрелковой дивизии. Член КПСС с 1943 года.
Звание Героя Советского Союза присвоено 23 октября 1943 года. После войны продолжал службу в рядах Советской Армии. Погиб в 1960 году в автомобильной катастрофе. Похоронен в Одессе.

## Память
- Имя И. С. Андрейко носило магнитогорское среднее профессионально-техническое училище № 19.